# Tino Fariña (pintor)
Tino Fariña (Güímar, 1951 - Güímar, 19 de junio de 1994) fue un pintor español surrealista.

## Biografía
Tino Fariña fue un pintor autodidacta. Desde pequeño mostró pasión por el dibujo, por lo que su madre, Isabel Roque Domínguez, decidió regalarle una caja de pinturas con la que aprendería a realizar bocetos y dibujos. Tras finalizar sus estudios preuniversitarios se trasladó a Madrid, donde residió durante dos años y asistió a la Escuela de Artes Aplicadas y Oficios Artísticos. En 1973 se fue a Londres, donde trabajó y se desarrolló como artista. Antes de regresar a Canarias, trabajó durante dos años como pintor en Palma de Mallorca. En 1980 regresa a la isla de Tenerife y comienza a estudiar para ser profesor en la ULL.
En 1985 ingresa como oficial de carrera en el Cuerpo de Profesores, y desde entonces el pintor canario compaginó su labor docente en EGP, escuela ubicada en el sur de la isla de Tenerife, con su profesión de pintor. En 1990 expone por primera vez su obra, "La fijación del olvido", en el IX Festival Internacional de Cine Ecológico y de Naturaleza de Canarias (I Premio de Pintura Luis de la Cruz y Ríos), en Puerto de la Cruz, Tenerife.
La exposición colectiva "De todo corazón", celebrada en Santa Cruz de Tenerife en 1994, fue la última vez que se expuso al público la obra del artista.
Tino Fariña falleció el 19 de junio de 1994, a los 43 años, en Güímar, su ciudad natal.

## Calle Pintor Tino Fariña
Para conmemorar el legado y trayectoria de Tino Fariña, en 2008 la Alcaldía del Municipio de Güímar convocó a concurso y nombró un espacio público dedicado al artista: Calle Pintor Tino Fariña.
La calle Pintor Tino Fariña se encuentra en el 38508 Puertito de Güímar, Santa Cruz de Tenerife, España. Está ubicado entre la Avenida Olof Palme y la Avenida Ingeniero Manuel Gonzales. Limita con Calle Pintora Isabel Pérez, Calle Lepanto y Calle Hernán Cortés. A su alrededor se encuentra la panadería Virgen del Carmen, parking para discapacitados, Spar Puertito Güímar y Club de Padel las Palmeras.

## Obras
- Esfinge (1988)Silla en equilibrio I (1987)
- Silla en equilibrio II (1987)
- Esfinge (1988)
- Desde el balcón (1988)
- La fijación del olvido (1988)
- La visita (1988)
- La cuarta presencia (1989)
- Desesperación (1989)
- Hermafrodita (1989)
- Yo (1989)
- Relojes antropomorfos (1989)
- La espera (1989)
- La piedra negra (1989)

- La continuidad perturbada (1990)

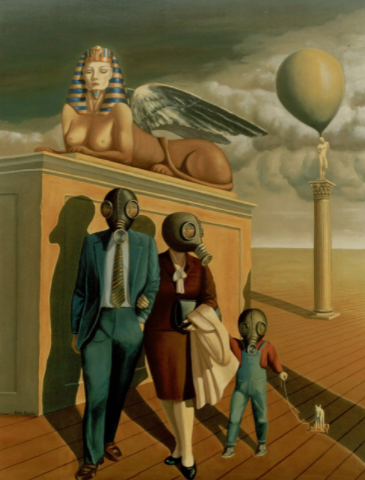
Esfinge (1988)

- Yo (1989) Paisaje interior I (1991 o anterior)
- Paisaje interior II (1991 o anterior)
- A las doce y media (1991 o anterior)

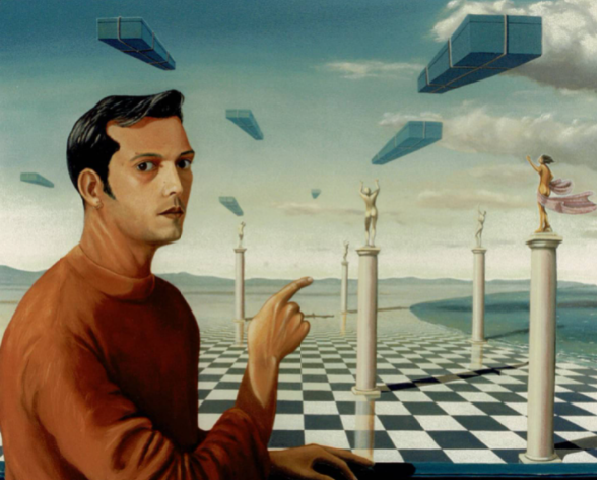
Yo (1989)

- Yo (1989)Premonición (1991)
- Acantilado (1991)